# Carl Hansen
Carl Christian Hansen-Bømervang (ur. 21 stycznia 1887 w Kopenhadze, zm. 16 lipca 1953 tamże) – duński zapaśnik walczący w stylu klasycznym. Olimpijczyk ze Sztokholmu 1912, gdzie zajął 24. miejsce w wadze piórkowej.
Zajął czwarte miejsce na mistrzostwach świata w 1911. Mistrz Danii w 1913 roku.

## Letnie Igrzyska Olimpijskie 1912
| Konkurencja          | Rundy eliminacyjne           | Rundy eliminacyjne     | Klas. końcowa |
| Konkurencja          | Przeciwnik I                 | Przeciwnik II          | Miejsce       |
| -------------------- | ---------------------------- | ---------------------- | ------------- |
| 60 kg styl klasyczny | Carl-Georg Andersson (SWE) P | Kaarlo Koskelo (FIN) P | 24.           |